# Vieja Cuaresma

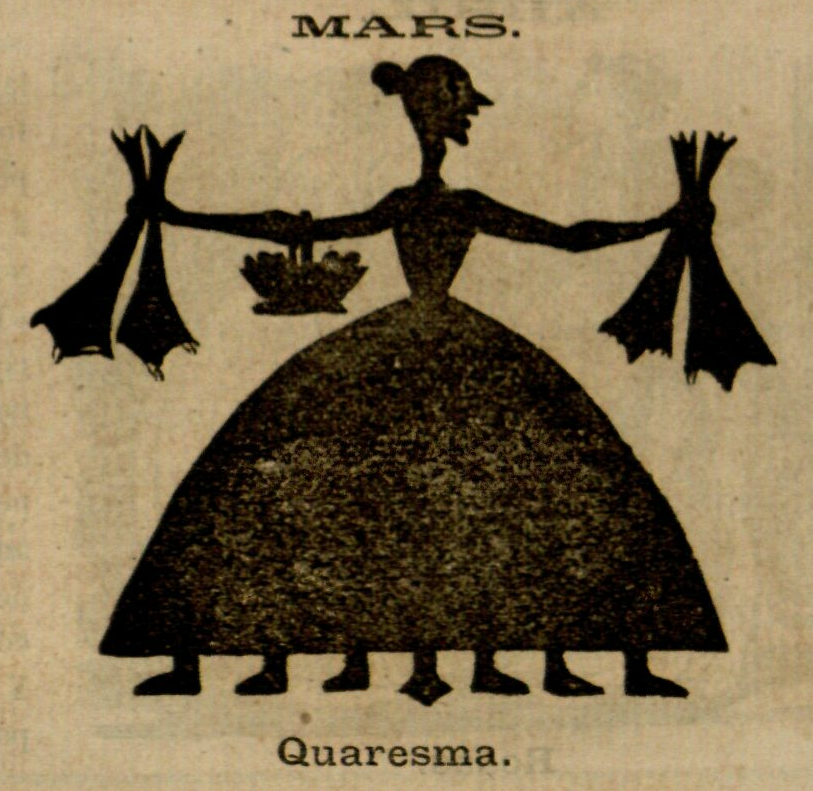
Vieja Cuaresma con siete pies

La Vieja Cuaresma (en catalán Vella Quaresma) es una personificación del periodo de Cuaresma.

## Descripción

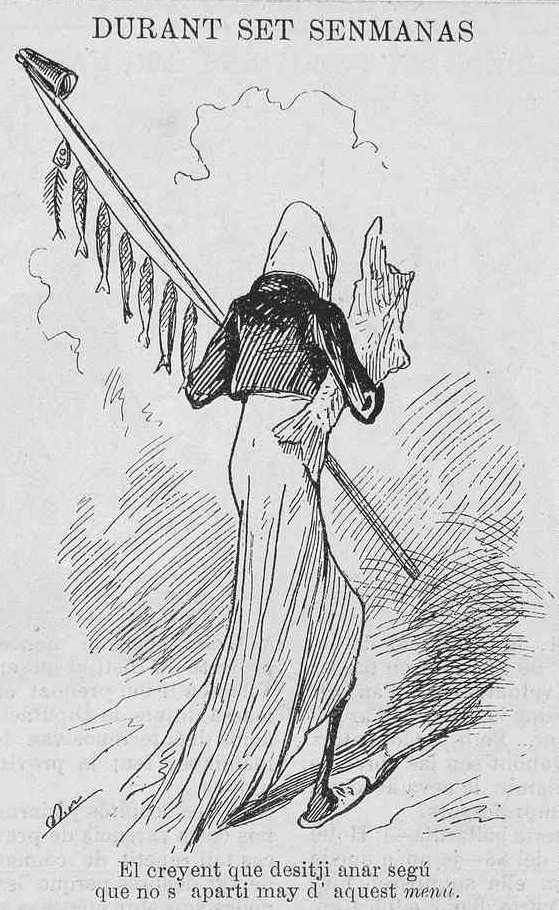
Versión con siete arenques

Existen variantes del personaje, si bien de forma convencional se la representa como una anciana con siete pies, que lleva consigo bacalao en salazón. Sería típico colgar un muñeco de la Vieja Cuaresma e ir quitándole los pies progresiva y semanalmente según avance el periodo de Cuaresma. Tiene tradición en Cataluña y Baleares.